# Albert Bittinger
Albert Bittinger (* 15. September 1868 in Folticeni, Fürstentum Rumänien; † 7. April 1925) war ein deutscher Reichsgerichtsrat.

## Leben
Bittinger wurde promoviert. Er wurde 1890 auf den bayrischen Landesherrn vereidigt. 1895 wurde er zunächst Rechtsanwalt. 1896 wurde er III. Staatsanwalt und 1898 Amtsrichter. 1900 wurde er zu II. Staatsanwalt befördert. 1903 ernannte man ihn zum Landgerichtsrat. 1914 erfolgte die Beförderung im Titel und Rang zum Oberlandesgerichtsrat. 1917 wurde er Leiter der Rechtsabteilung des „Treuhänder[s] für das feindliche Vermögen“. 1918 war er Staatsanwalt und ab 1923 Oberlandesgerichtsrat. Am 28. Februar 1925 kam er an das Reichsgericht. Er wurde als Richter dem IV. Strafsenat des Reichsgerichts zugewiesen. Er verstarb knapp sechs Wochen später im Amt.

## Werke
- Zur sog. Statuten-Kollision bei gegenseitigen Verträgen. In: Deutsche Juristen-Zeitung, Jg. 22 (1917), ISSN 1866-1696, Sp. 977.
- Der Zug der Rechtspflege geht an die Amtsgerichte. In: Deutsche Juristen-Zeitung, Jg. 21 (1916), ISSN 1866-1696, Sp. 329.
- Vom Bayerischen Richterverein. In: Deutsche Juristen-Zeitung, Jg. 12 (1907), ISSN 1866-1696, Sp. 533.

## Quelle
- Adolf Lobe: „Fünfzig Jahre Reichsgericht am 1. Oktober 1929“, Berlin 1929, S. 386.

| Personendaten    | Personendaten               |
| ---------------- | --------------------------- |
| NAME             | Bittinger, Albert           |
| KURZBESCHREIBUNG | deutscher Reichsgerichtsrat |
| GEBURTSDATUM     | 15. September 1868          |
| GEBURTSORT       | Folticeni                   |
| STERBEDATUM      | 7. April 1925               |